# Roodhalsgors
De roodhalsgors (Calcarius ornatus) is een vogel uit de familie Calcariidae.

## Verspreiding en leefgebied
Deze soort komt voor op de prairies van noordelijk centraal Noord-Amerika.